# تشفتة (مقاطعة إسلام آباد غرب)
تشفتة (بالفارسية: چفته) هي قرية تقع في قسم حومة الشمالي الريفي (مقاطعة إسلام آباد غرب) في إيران. يقدر عدد سكانها بـ 297 نسمة .